# Love in Disguise
A Love in Disguise (kínaiul:  戀愛通告, pinjin: Lian ai tong gao, magyaros: Lien aj tung kao) egy 2010-ben bemutatott tajvani romantikus vígjáték, melyet Wang Lee-hom popsztár rendezett. Ő a film főszereplője is egyben. A Sanghajban forgatott alkotás ugyan jól teljesített bevétel szempontjából, a kritikusok tetszését nem nyerte el. Legfőképp a feltűnő termékelhelyezést, a kliséket és a színészi játékot kritizálták, a film hagyományos kínai zenei elemeit azonban dicsérték. Wangnak feltett szándéka volt a filmmel a klasszikus kínai zene népszerűsítése a fiatalok között.

## Történet
|  | Alább a cselekmény részletei következnek! |

A film főszereplője Du Ming-Han (Wang Lee-hom), a híres popsztár, aki egyik nap autójával véletlenül elüt egy fiatal lányt, Hsziao-csinget (Xiao-qinget) (Liu Ji-fej (Liu Yi-fei)). A lánynak nem esik baja, s mikor az utca közepén elkezd játszani guzhengen, hogy ellenőrizze, nem sérült-e meg a hangszer, Du Ming-Han hatalmas rózsaszín pillangókat vél röpködni látni. Meg van győződve róla, hogy nem véletlenül történik vele ilyesmi, ezért menedzsere, Joan (Joan Chen) tudta nélkül legjobb barátjával, Vej Cse-paj (Wei Zhi-Bai)jal (aki az együttese gitárosa is egyben) álruhát öltenek és álnéven beiratkoznak abba a zeneiskolába, ahová a lány is jár. A vidéki parasztnak öltözött két fiút senki sem ismeri fel, legfőképpen azért, mert a klasszikus zenén nevelkedett maroknyi zeneiskolást nem érdekli a popzene. A közös zenélések és beszélgetések alkalmával Ming-Han és Hsziao-csing (Xiao-qing) közel kerülnek egymáshoz, bár a lány váltig állítja, hogy ő az iskola zseniális zeneszerzőjébe, Mu-fanba szerelmes. Ming-Han, Cse-paj (Zhi-Bai) és Hsziao-csing (Xiao-qing) egy másik iskolatársukkal együttest formálnak, fel kell lépniük az újévi ünnepségen. Csakhogy Mu-fan, bizonyításul, hogy a híres popsztár, Du Ming-Han valójában énekelni sem tud, meghívja az egész bandát a sztár koncertjére. Ming-Han így nagy bajban találja magát, hiszen egyszerre kellene két helyen lennie. A koncerten végig a mosdó, a színpad és a nézőtér között rohangál, hol álruhában, hol popsztárként, s közben énektudásával próbálja magába bolondítani a lányt. Turpisságára végül fény derül, amikor az iskola igazgatója, Hsziao-csing (Xiao-qing) édesapja meghallja Ming-Han és a menedzsere beszélgetését, amikor Joan végül maga is rájön arra, hogy Ming-Han őt is becsapta. Hsziao-csing (Xiao-qing) ekkor döbben rá, hogy valójában szerelmes a fiúba, aki hazudott neki. Csalódottságában még értékes hangszerének húrjait is elvágja. Joan ráveszi Ming-Hant, hogy felejtse el az esetet és élje tovább a popsztárok életét, a fiú azonban boldogtalanná, fásulttá és elgyötörtté válik. Ezt látva Joan végül elintézi, hogy Ming-Han mégis odaérjen az iskola megsegítésére szervezett koncertre, ahol aztán elénekel Hsziao-csing (Xiao-qing)nek egy dalt. A dal közben Hsziao-csing (Xiao-qing) maga is látomást lát: esni kezd rá az eső a koncertteremben. Ekkor érti meg, hogy Ming-Han és ő valóban lelki társak, mert a fiúnak is pont ilyen látomásai voltak, amikor ő zenélt. A történet végén Ming-Han, a popsztár a paparazzók előtt is felvállalja „hétköznapi” szerelmét.